# Botto e Bruno
Pour les articles homonymes, voir Botto.
Botto e Bruno est un duo de photographes italiens contemporains.

## Biographie
Le duo est composé de Gianfranco Botto né en 1963, et Roberta Bruno née en 1966- Le duo  vit à Turin.
Ils travaillent les superpositions d'images,.
Le duo est exposé lors de Artissima Turin et à Paris Photo 2007.